# Spinetoli
Spinetoli är en ort och kommun i provinsen Ascoli Piceno i regionen Marche i Italien. Kommunen hade 7 254 invånare (2018).